# 黄诚 (1914年)
黄诚（1914年5月16日—1942年4月23日），乳名庆和，训名诚，号幼山，中国共产党党员、烈士。

## 生平
1914年5月16日生于河北省安次县，幼年读私塾，1928年入永清中学，1930年入北京四中。1931年为抗议九一八事变，和同学一起上街讲演，被开除。1932年秋考入北洋工学院高中部，组织“荒火社”读书会、工友补习学校，宣传爱国主义，次年冬被开除。1934年9月（以第一名）考入清华大学地学系，1935年春组织“东方既白社”，编辑《东方既白》杂志，后任清华大学学生自治会副主席，11月任清华大学救国会主席，是一二·九运动领导人之一。1936年1月加入中国共产主义青年团，4月加入中国共产党，6月参加“六一三”示威，9月在党和吴承仕协助下转入中国大学国文系，后任北平学生联合会主席兼党团书记。1937年1月20日被捕，3月被组织营救出狱。1937年7月和蒋南翔、杨学诚一起组织学生到武汉，后被派到川军做统战工作，任第七战区巡视员、川军中共特别支部书记。1938年春七战区撤销，三战区司令顾祝同下令通缉黄诚等人，后黄诚任中共皖南特委组织部部长，其后转入新四军，任新四军政治部秘书长，国民政府授予少将军衔。1941年1月13日于皖南事变被俘，1942年4月23日被处决于江西省上饶集中营石底监狱。

## 扩展阅读
- 冯晓蔚. 黄诚：命途多舛的不朽英烈[J]. 党史纵横, 2012(12):34-37.
- 刘洪绪、张品印、李春增、杨瑞华，《黄诚烈士传》，《廊坊市文史资料 第4辑》，1987，42-56页

[在维基数据编辑]